# Pjotr Petrovič Šrejder
Pjotr Petrovič Šrejder (rusko Пётр Петро́вич Шре́йдер), ruski general, * 1770, † 1824.
Bil je eden izmed pomembnejših generalov, ki so se borili med Napoleonovo invazijo na Rusijo; posledično je bil njegov portret dodan v Vojaško galerijo Zimskega dvorca.

## Življenje
12. marca 1780 je kot vodnik vstopil v Bombardirski polk; 5. aprila 1785 je bil premeščen kot višji vodnik v Semjonovski polk.
21. aprila 1787 je bil kot poročnik premeščen v Sibirski lovski korpus. Udeležil se je bojev proti Poljakom v letih 1792 in 1794, za kar je bil povišan v stotnika in drugega majorja. 
21. oktobra 1795 je bil kot višji major premeščen v Simbirski dragonski polk; 1. oktobra 1800 je bil povišan v polkovnika. 25. februarja 1806 je postal poveljnik Velikolutskega mušketirskega polka, s katerim se je udeležil kampanje istega leta proti Francozom. 
24. avgusta 1806 je postal poveljnik Tobolskega mušketirskega polka, s katerim se je udeležil vojne četrte koalicije. Za zasluge med bitko za Smolensk je bil 31. oktobra 1812 povišan v generalmajorja. 
6. januarja 1813 je bil imenovan za poveljnika 4. pehotne divizije in 28. marca istega leta za vojaškega poveljnika Memela. 
Junija 1814 je postal poveljnik 2. brigade 4. pehotne divizije. 
18. maja 1816 je imenovan za svetnika ministrstva za vojno. Zaradi bolezni se je upokojil leta 1822.